# Шарлотта Льюїс (Загублені)
Шарлотта Стейплз Льюїс (англ. Charlotte Staples Lewis) — вигадана персонажка і одна з другорядних героїв американського пригодницького телесеріалу «Загублені» (виробництво ABC), чию роль виконала Ребекка Мейдер. Шарлотта — антропологиня з корабля «Kahana», який послав Чарльз Відмор. Вперше з'являється в четвертому сезоні і до середини п'ятого входить до основного акторського складу серіалу. Вибуває з нього, гинучи в епізоді «Острів смерті», після тимчасових стрибків на острові, які настали після того, як шестеро людей покинули острів. Пізніше Ребекка Мейдері кілька разів поверталася в ролі Шарлотти в серіал як запрошена зірка.

## Біографія
Шарлотта Льюїс народилася 2 липня 1971 року на острові. Її батьки були членами DHARMA Initiative. У 1977 році вона зустрічає дорослого Деніела Фарадея, який потрапив туди за тимчасових стрибків. Він просить її ніколи не повертатися на острів, оскільки в майбутньому — вона на ньому помре.
Після евакуації DHARM'и з острова внаслідок інциденту Шарлотта росла в Бромсгрові, не підозрюючи про місце свого народження, оскільки це приховувала її мати. У Шарлотти проявляється інтерес до антропології, і вона закінчує університет в Кенті з дипломом доктора наук культурної антропології в Оксфордському університеті. Під час відвідування розкопок у пустелі Сахара Шарлотта виявляє залишки білого ведмедя, на якому одягнений нашийник з логотипом DHARMA Initiative.
Пізніше, бізнесмен Чарльз Відмор вибирає Шарлотту Льюїс, Деніела Фарадея, Майлза Строма, Френка Лапідуса і Наомі Дорріт для експедиції на острів, щоб знайти свого суперника Бенджаміна Лайнуса. На кораблі «Kahana» експедиція прибуває до острова, але внаслідок саботажу двигун вийшов з ладу і корабель став, не дійшовши до берегів острова. Для переправлення членів експедиції на острів був використаний вертоліт. Потрапивши на вертольоті в грозу, під час чого розігрався шторм, Шарлотта була змушена вистрибнути з нього. Приземлившись на острів 23 грудня 2004 року, вона потрапляє в руки групи Джона Локка, яка прямує вглиб острова, щоб уникнути зустрічі з людьми з корабля. При першій же спробі вона намагається втекти, але отримує кулю від Бена, однак виживає завдяки бронежилету. Пізніше Джон обмінює Шарлотту на Майлза, якого віддала група Джека Шепарда. Після возз'єднання з Фарадеєм вони проникають вночі на станцію DHARM'и «Буря», де нейтралізують потенційне джерело отруйного газу. Через кілька днів Джин Квон дізнається, що Шарлотта говорить корейською. Коли Фарадей перевозить деяких уцілілих на корабель, Шарлотта вирішує залишитися на острові, нарешті знайшовши свою батьківщину. Після вона цілує його.
Коли Бен повернув колесо, острів почав переміщуватись у часі. Шарлотта, Фарадей і решта уцілілих починають потрапляти в різні часові лінії. Через це у Шарлотти часто трапляються носові кровотечі і головні болі, вона розуміє, що не може пригадати навіть дошлюбне прізвище своєї матері. Під час одного стрибка уцілілі потрапляють в 1954 рік, де Фарадей зізнається їй в любові. Після подальшого стрибка у часі стан Шарлотти погіршується і вона помирає. Перед смертю вона згадує своє дитинство на острові і Фарадея з 1977 року, який сказав їй не повертатися.

## Після смерті
У житті після смерті Шарлотта — знайома з Майлзом, який організує її побачення з Джеймсом Фордом. Після вечері в ресторані Джеймс і Шарлотта їдуть на квартиру до Джеймса. Поки Форд в душі, Шарлотта з цікавості знаходить старий зошит з вирізками з газет, в яких дізнається про минуле Джеймса. Форд, побачивши це, в люті виганяє Шарлотту з квартири. Пізніше Джеймс приносить Шарлотті квітку і намагається помиритися, однак вона відкидає його залицяння. Після разом з Майлзом вона збирається на концерт. Там вона вперше зустрічає Фарадея, між ними явна симпатія.